# Абд ус-Саттар
Абд ус-Саттар, Абдул Саттар (араб.  عبد الستار ‎ - «Раб Прощающего») — арабское имя, состоит из ономастического компонента Абд, артикля аль и имени Саттар. Имя «Саттар» восходит к эпитету Аллаха, происходит от глагола «стр» - «покрывать», является однокоренным с именем Мастура и с таким словами как, например, «ситара» - «шторы». «Йа-саттар» — предписываемый шариатом возглас мужчины при входе в чужой дом, чтобы скрылись женщины.
- Абдул Саттар (1931—2019) — пакистанский государственный деятель. Дважды занимал должность министра иностранных дел государства.
- Абдус Саттар (1906—1985) — государственный и политический деятель Бангладеш.
- Эдхи, Абдул Саттар (1926—2016) — пакистанский филантроп.
- Абдель Саттар Сабри (род. 1974) — египетский футболист.
- Ишанкулов, Абдусаттар (1917—1997) — Герой Советского Союза.